# Список королей пиктов

Король пиктов — титул правителя королевства, существовавшего на территории современной Шотландии.

## Короли пиктов
- Друст сын Эрипа 413—480 или 413—513
- Талорг сын Аниела 480—484 или 513—516
- Нехтон I Морбет сын Эрипа 484—508 или 516—539
- Друст Гурдинмох 508—538 или 539—569
- Галанан Эрилих 538—550 или 569—581
- Друст сын Фудруса (совм.) 550—555 или 581—586
- Друст сын Гирома 550—560 или 581—591
- Гарднак сын Гирома 560—567 или 591—598
- Кейлтран сын Гирома 567—568 или 598—599
- Талорг сын Муйрхолейха 568—578 или 599—610
- Друст сын Мунейта 578—579 или 610—611
- Галам Кенналеф 579 или 552—580 или 611—613
- Бруйд сын Мейлкона 556—586
- Гартнарт II сын Домелха 586—597
- Нехтон II пасынок Верба 597—620
- Киниох сын Лутрина 620—631
- Гартнейт сын Фохела 631—635
- Бруйд сын Фохела 635—641
- Талорг сын Фохела 641—653
- Талоркан I сын Энфрета 653—657
- Гартнарт IV сын Домналла 657—663
- Дрест сын Домналла 663—672
- Бруйд сын Били 672—693
- Таран сын Энтифидиха 693—697
- Бруйд сын Даргарта 697—706
- Нехтон III сын Даргарта 706—724
- Друст сын Талоргена 724—726
- Альпин I сын Кропа 726—728
- Нехтон III сын Даргарта (втор.) 728—732
- Ангус сын Фергуса 732—761
- Бруйд сын Фергуса 761—763
- Киниод I сын Фередаха 763—775
- Альпин II (король пиктов) сын Фередаха 775—780
- Талорген сын Энгуса 780—782
- Дрест VIII сын Талоргена 782—787
- Коналл сын Тадга 787—789
- Константин (король пиктов) сын Фергюса 790—820
- Энгус II (король пиктов) сын Фергюса 820—834
- Друст сын Константина (совм.) 834—836
- Эоганан (король пиктов) сын Ангуса 836—839
- Вурад сын Баргота 839—842
- Бруйд сын Фераха 842
- Киниод сын Фераха 842—843
- Бруйд сын Фохела 843—845
- Друст сын Фераха 845—847
- Киниод сын Алпина 847—858, также король Дал Риады

Кеннет мак Алпин успешно объединил королевства пиктов и скоттов, образовав королевство Альба, однако титул «король пиктов» его потомки использовали до конца IX века.